# الانتفاضات والثورات الشعبية في السودان
منذ استقلال السودان عام 1956 حدثت عدة ثورات قامت ضد الحكومات العسكرية المستبدة وكان أولها عام 1964 ضد نظام الفريق إبراهيم عبود والثانية في 1985ضد نظام المشير جعفر النميري والثالثة في ديسمبر 2019 ضد نظام المشير عمر البشير ونجحت هذه الثورات في الإطاحة بكل هذه الأنظمة ويعتبر الشعب السوداني أول من يطلق ثورة شعبية في إفريقيا والوطن العربي.

## ثورات سودانية
عرف السودان منذ استقلاله عدة ثورات قامت ضد الحكومات منذ استقلاله عن حكم الثنائي (المصري، البريطاني) في 1956 وكانت ضد أنظمة عسكرية وأولها عام 1964 ضد نظام الفريق إبراهيم عبود والثانية في إبريل ضد نظام المشير جعفر النميري والثالثة في ديسمبر ضد نظام المشير عمر البشير ونجحت هذه الثورات في الإطاحة بكل هذه الأنظمة ويعتبر الشعب السوداني أول من يطلق ثورة شعبية في إفريقيا والوطن العربي

## ثورة أكتوبر
اندلعت ثورة أكتوبر في 21 أكتوبر سنة 1964 ضد نظام الرئيس السوداني الراحل الفريق إبراهيم عبود مطيحةً بنظامه وكانت أول ثورة شعبية في افريقيا والعالم العربي.
انطلقت الثورة من جامعة الخرطوم، بعد مقتل الطالب بالجامعة أحمد القرشي، وكان تشييعه شرارة الثورة.
غنى الفنانان السودانيان الشهيران محمد وردي ومحمد الأمين لثورة أكتوبر وما يزال السودانيون يذكرون هذه الثورة الشعبية بكثير من التقدير والحفاوة.

## ثورة (انتفاضة) أبريل
قامت ثورة أو انتفاضة أبريل في 6/4/1985 ضد نظام الرئيس السوداني الراحل، جعفر نميري بعد يومين من إعلانه حالة الطوارئ التي تلت أيامًا من التظاهرات في شوارع العاصمة السودانية الخرطوم والمدن الإقليمية الرئيسية مثل الأبيض وود مدني وعطبرة، وأتت الثورة بعد موجة من ارتفاع أسعار السلع الغذائية وأسعار الوقود، مع تفاقم الحرب الأهلية في السودان.

ويعتبر السودانيون انتفاضة أبريل واحدة من الأحداث المهمة في تاريخ السودان، وامتدادًا لثورة أكتوبر.

## انتفاضة سبتمبر
اندلعت انتفاضة سبتمبر في سنة 2013 وذلك بعد أيام من رفع الحكومة السودانية للدعم عن السلع الاستهلاكية والوقود

## إضراب الأطباء
قام الأطباء السودانيون عام 2016 بإضراب عام في المستشفيات الحكومية في السودان عن الحالات غير الحرجة مع استمرار تقديم الخدمة الطبية للحالات الحرجة. جاء إضرابهم اعتراضًا على الإهمال الحكومي المتعمد لقطاع الصحة، فانضووا تحت لواء لجنة أطباء السودان المركزية مطالبين بمطالب ستة تحت شعار «عشانك يا مواطن» أو «من أجلك يا مواطن».

## ثورة ديسمبر
اندلعت انتفاضة ديسمبر في سنة 2018 وذلك بعد شهور من انعدام البنزين وشح في العملة النقدية المحلية والارتفاع الشديد لأسعار الدولار مقابل الجنيه السوداني.
استمرت الثورة لمدة 4 أشهر حتى يوم 6 أبريل 2019 كانت أكبر دعوة لاعتصام أمام القيادة العامة لقوات الشعب المسلحة داعيين لاسقاط نظام حزب المؤتمر الوطني الحاكم وضد نظام العسكر والرئيس عمر حسن أحمد البشير، وعليه تم خلع الرئيس وبإعلان مجلس عسكري انتقالي في نهار 11 أبريل 2019، لم يرضى الشعب برئيس المجلس (الفريق أول ركن/ عوض ابن عوف) الانتقالي الذي كان محسوبا على النظام السابق وفي نهار يوم 12 أبريل 2019 تنحي عن منصب رئيس المجلس العسكري الانتقالي وتم تنصيب (الفريق أول ركن/ عبد الفتاح البرهان). ورغم ما حدث استمر الثوار بالاعتصام حتى تحقيق مطالب ثورتهم ولكن ازداد عدد الشهداء لأكثر من الضعف ووقعت مجزرة غدر وخيانة في اخر أيام شهر رمضان الفضيل في فترة مفاوضات الطرف الثوري «قوى اعلان الحرية والتغير» والمجلس العسكري إلى ان تم الاتفاق والتوقيع على الوثيقة الدستورية في 17/8/2019 .
1. مراجع

1. ↑  ""أكتوبر واحد وعشرين" بعد ثلاثة وخمسين عاماً من ثورة أكتوبر المجيدة السؤال يطرح نفسه: هل تعود الانتفاضة من جديد؟ - اخبار السودان". اخبار السودان (بar-AR). 21 Oct 2017. Archived from the original on 2018-10-08. Retrieved 2018-10-08.{{استشهاد بخبر}}:  صيانة الاستشهاد: لغة غير مدعومة (link)
2. ↑  انتفاضة 6 أبريل 1985 .. قصة ثورة | السودان اليوم نسخة محفوظة 9 أبريل 2019 على موقع واي باك مشين.
3. ↑  "شهداء ثورة 23 سبتمبر في كل ولايات السودان ..توثيق". سودارس. مؤرشف من الأصل في 2018-10-08. اطلع عليه بتاريخ 2018-10-08.
4. ↑  اضراب الاطباء ينفذ بنسبة (100%) في جميع انحاء السودان وتضامن كامل من النقابات والمنظمات والاحزاب السياسية والحركات المسلحة | راديو دبنقا نسخة محفوظة 15 ديسمبر 2019 على موقع واي باك مشين.